# 竹竿象牙貝
竹竿象牙貝（学名：Striodentalium rhabdotum）为象牙貝科溝角貝屬下的一个种。